# 列夫·加列尔

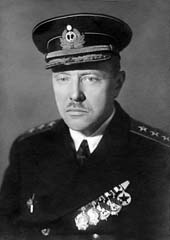
列夫·米哈伊洛维奇·加列尔

列夫·米哈伊洛维奇·加列尔（俄語：Лев Миха́йлович Га́ллер，1883年11月17日（29日）—1950年7月12日）犹太人，是苏联海军军官，海军上将。1953年斯大林去世后，在格奥尔吉·康斯坦丁诺维奇·朱可夫的干预下获得平反。

## 生平
1883年，出生于圣彼得堡的工程师家庭。1905年，毕业于沙俄海军武备学校。1912年，毕业于沙俄军队炮兵军官班。1917年，十月革命，任驱逐舰舰长。1921年，任海军波罗的海舰队参谋长。1927年，任苏联海军战列舰支队长。 1932年，入党，任海军波罗的海舰队司令员。
1935年，为苏联中央执行委员会委员。1937年，任苏联国防人民委员部海军副司令员。1938年，任海军总司令部参谋长。1940年，任苏联海军人民委员部副人民委员。1947年，加列尔任克雷洛夫中央造船研究院院长。
1948年，被指泄露机密，判刑4年。1950年，死亡。1953年，平反。